# Cantone di Le Coudray-Saint-Germer
Il Cantone di Le Coudray-Saint-Germer era una divisione amministrativa dell'arrondissement di Beauvais.
È stato soppresso a seguito della riforma complessiva dei cantoni del 2014, che è entrata in vigore con le elezioni dipartimentali del 2015.
Comprendeva i comuni di:
- Blacourt
- Le Coudray-Saint-Germer
- Cuigy-en-Bray
- Espaubourg
- Flavacourt
- Hodenc-en-Bray
- Labosse
- Lachapelle-aux-Pots
- Lalande-en-Son
- Lalandelle
- Puiseux-en-Bray
- Saint-Aubin-en-Bray
- Saint-Germer-de-Fly
- Saint-Pierre-es-Champs
- Sérifontaine
- Talmontiers
- Le Vaumain
- Le Vauroux